# ANAアバター
ANAアバター（エイ・エヌ・エーアバター）は、ANAホールディングスが構想する未来の移動手段。視覚・聴覚・触覚などを備えた、自らの分身となる「アバターロボット」を遠く離れた場所から遠隔操作することによって、感覚や意識を瞬間移動させる。ロボット工学やリアルハプティクスなどの先端技術を用いて、距離やあらゆる制限を超えたリアルなコミュニケーションや行動を実現することを目指している。

## 概要
ANAホールディングスは、2018年3月29日、羽田空港にて「ANA AVATAR XPRIZE」について会見を行い、同社が新たに展開する「アバター」事業、「ANA アバター」の構想を発表。現在検討中のサービスの公開デモを行った。
2018年3月12日（アメリカ東部夏時間）には、Xプライズ財団がアメリカテキサス州オースティンで行われたSXSWにて、ANAホールディングスとの提携による賞金総額1,00万ドルをかけた4年間のグローバル・コンペティション「ANA AVATAR XPRIZE」の開催を発表。同時に参加募集を開始した。「ANA AVATAR XPRIZE」への参加チームは、遠隔で周りの環境や人々と応対ができる多目的なアバターを開発することが求められている。
なお「ANA アバター」は、単一のシステムを指すのではなく、さまざまな「瞬間移動」の手段の総称。2019年4月に、アバターサービスのプラットフォームとなる専用アプリケーション「AVATAR-IN」の提供を開始する計画だとしている。

## 検討中のサービス
2018年3月の羽田空港のイベントでは、検討中のサービスとして「ANA AVATAR MUSEUM」「ANA AVATAR FISHING」「ANA AVATAR DIVING」「ANA AVATAR AIRRORT SERVICE」の4つのデモが公開された。